# Etheostoma lawrencei
Etheostoma lawrencei és una espècie de peix de la família dels pèrcids i de l'ordre dels perciformes. Va ser descrit per Patrick A. Ceas i B.M. Burr el 2002.

## Morfologia
Els adults poden assolir fins a 6,2 cm de longitud total.

## Distribució geogràfica
Es troba a Nord-amèrica.